# Stift Heerse

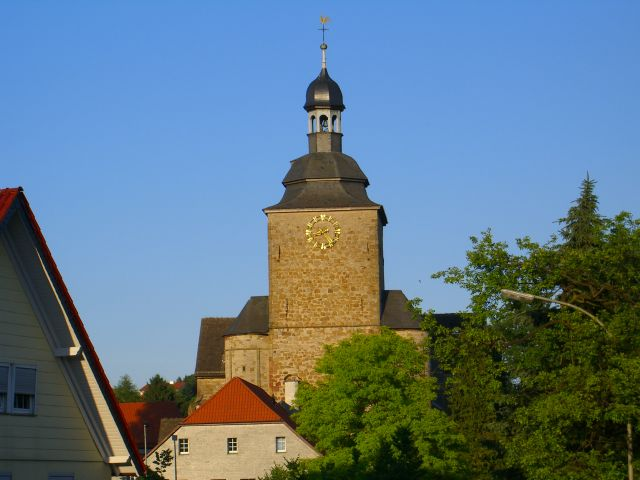
Turm der Stiftskirche

Das adelige Damenstift Heerse oder Neuenheerse war ein Frauenstift im Gebiet der heutigen Stadt Bad Driburg. Es wurde um 868 in Neuenheerse gegründet und 1810 aufgehoben. Die ehemalige Stiftskirche St. Saturnina dient heute als Pfarrkirche. Sie wird auch als „Eggedom“ bezeichnet.

## Geschichte

### Gründung
Die Einrichtung des Stifts an der Nethequelle geht auf den Bischof von Paderborn Luithard und seine Schwester Walburga zurück. Von dieser, die auch erste Äbtissin war, existiert noch eine aus dem 11. Jahrhundert stammende Grabplatte. Im Jahr 868 erteilte Liutbert, Erzbischof von Mainz, auf einer Provinzialsynode in Worms die Genehmigung zur Gründung. König Ludwig der Deutsche bestätigte die Stiftung 871 und stellte sie unter königlichen Schutz. Gleichzeitig verlieh er dem Stift das Recht der freien Wahl der Äbtissin unter Vorbehalt der bischöflichen Bestätigung. Die Bestellung des Vogts blieb königliches Recht.
Eine erste Stiftskirche wurde wohl um 887 von Bischof Biso der Gottesmutter Maria und der Heiligen Saturnina geweiht. Seit dieser Zeit befinden sich die Reliquien der Heiligen in Neuenheerse. Papst Stephan V. bestätigte die Gründung am 23. Mai 891 in einer Urkunde. Diese ist die einzige für das Gebiet des heutigen Deutschland ausgestellte päpstliche Urkunde aus Papyrus.

### Weitere Entwicklung

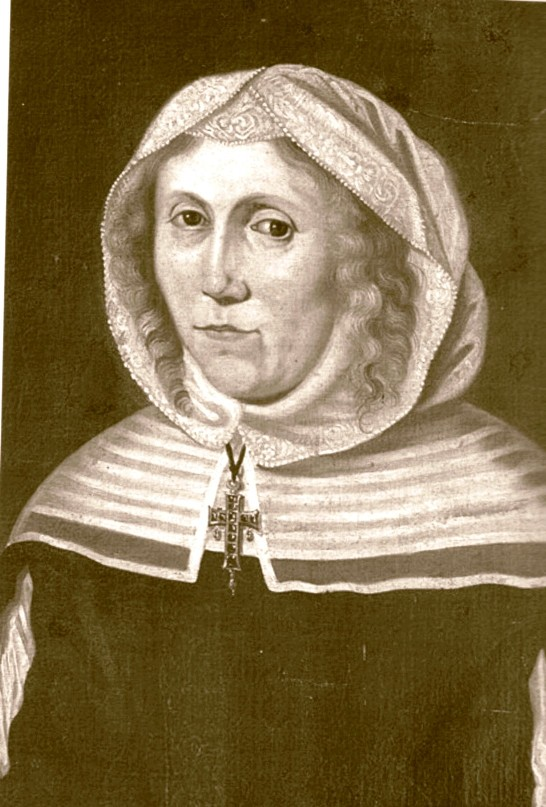
Äbtissin Ottilia von Fürstenberg

Otto I. gewährte dem Stift 941 die freie Vogtwahl. Unter Heinrich III. wurde auch das bischöfliche Mitwirkungsrecht bei der Wahl der Äbtissin aufgehoben. Die Vogtei hatten im 12. Jahrhundert die Edelherren von Eberschütz-Schönberg als Lehen des Stifts inne. Nach dem Aussterben der Edelherren fiel die Vogtei 1429 an den Herzog von Braunschweig-Lüneburg und 1438 an den Landgrafen von Hessen. Die letzte Belehnung erfolgte 1778.
Die Äbtissinnen kamen bis 1495 aus hochadeligen gräflichen Familien. Erst im Jahr 1589 wurde eine Dame aus dem landsässigen Ritteradel Äbtissin. Die Stiftsstellen waren bis etwa 1450 dem hohen Adel und danach bis zur Aufhebung dem Adel vorbehalten. Im Jahr 1352 gab es noch 20 Stiftsdamen. Im Jahr 1526 wurde ihre Zahl auf zehn festgelegt. Am Ende gab es zwölf Stiftsdamen. Zum Stift gehörten zwei Kanonikerstellen, deren Inhaber auch als Pfarrseelsorger der Stiftsdörfer dienten. Weitere Stiftsämter waren die Pröpstin und die Dechantin.
Die Versuche der Paderborner Bischöfe, die Stiftsdamen zur Übernahme einer Klosterregel, etwa der der Benediktinerinnen, zu bewegen, scheiterten. Die Damen hielten an der Form eines Kanonissinnenstifts fest. Bis in das 14. Jahrhundert hinein gab es wahrscheinlich eine gemeinsame Lebensweise. Danach lebten die Damen in eigenen Stiftskurien.
Bis ins 14. Jahrhundert spielte das Stift auch eine weltlich bedeutende Rolle im Raum Brakel und Driburg. Die Herren von Brakel trugen dem Stift die Stadt Brakel zu Lehen auf und wurden als Vögte mit der Stadt belehnt. Die beherrschende Stellung ging durch die Abtretung von Brakel und der Hinnenburg an das Hochstift Paderborn verloren. Über Schwaney hatte das Stift Miteigentum. Noch bei der Aufhebung verfügte das Stift über ausgedehnte Besitzungen. Dazu gehörten Lehnsbesitz und Meierhöfe. In den zum Kloster gehörenden Dörfern Neuenheerse, Altenheerse und Kühlsen besaß die Äbtissin die Gerichtsrechte. Auch die Archidiakonatsrechte wurden beansprucht.
Die Reformation erlangte nur einen geringen Einfluss. Bedeutende Äbtissinnen in der frühen Neuzeit waren Magareta von Columna (1534–1589) und Ottilia von Fürstenberg (1589–1621). Der Dreißigjährige Krieg führte zu einer Verarmung des Stifts. Erst unter der Äbtissin Agatha von Niehausen konnte es sich davon zu Beginn des 18. Jahrhunderts wieder erholen.
Nach dem Übergang des Hochstifts Paderborn an Preußen wurde das Stift 1803 in eine gemischt konfessionelle Einrichtung zur Versorgung „bedürftiger Fräuleins“ umgewandelt. Zur Zeit des Königreichs Westphalen wurde das Stift aufgehoben.

## Baulichkeiten

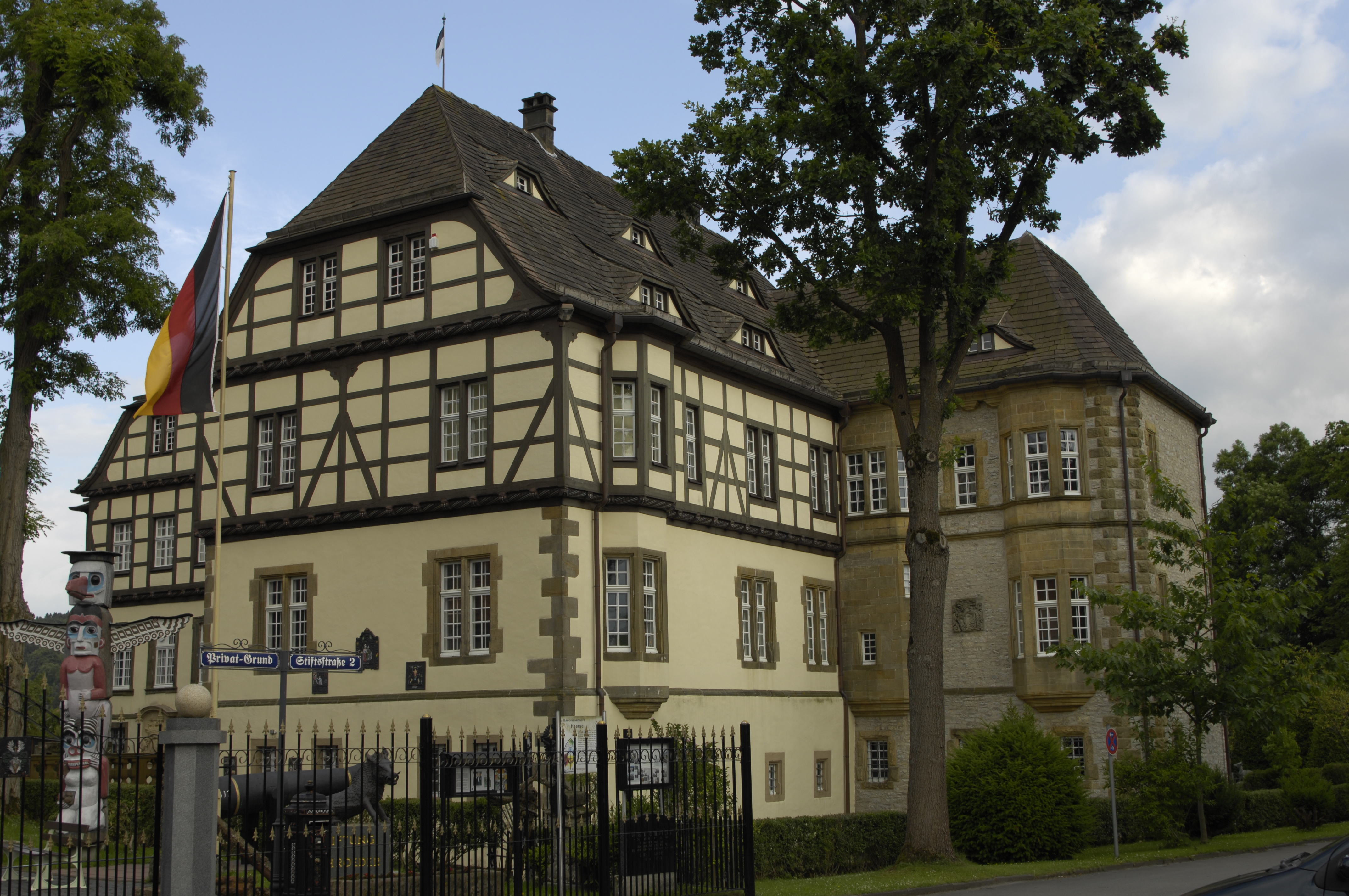
Äbtissinnenhaus, später Wasserschloss Heerse

Von den Baulichkeiten sind die Stiftskirche mit der Lambertuskapelle, das Abteigebäude und mehrere Kurien der Stiftsdamen erhalten. Dazu gehört das sogenannte Kalandshaus erbaut 1610 und seit 1777 von drei Benefizianten bewohnt. Der Saal des Gebäudes wurde bis 1829 auch von der örtlichen Kalandsbruderschaft genutzt. Auch das Alte Dechanei genannte Gebäude war früher ein Kuriengebäude. Es handelt sich auf einen aufwendigen zweiflügeligen Bau direkt gegenüber der Kirche erbaut im 17. und erweitert im 18. Jahrhundert. Hinzu kommen die Kurie St. Johannes Evangelist von 1768 und die Asseburger Kurie von 1777. Das erste Pastorat wurde um 1780 errichtet. Zu den erhaltenen Baulichkeiten gehören auch Torhaus und Wagenremise aus dem 17. Jahrhundert mit Umbauten aus dem 18. Jahrhundert.
Als Sitz der Äbtissin ließ Ottilia von Fürstenberg ein neues Gebäude errichten, das heute auch als Wasserschloss Heerse bezeichnet wird. Das Gebäude ist von drei Seiten von einer Gräfte umgeben. Nach dem Bau Ende des 16. und Anfang des 17. Jahrhunderts wurde es im 18. Jahrhundert umgebaut. Im 20. Jahrhundert wurde das ursprünglich verputzte Obergeschoss in Fachwerk erneuert. Am Giebel der Ostseite befindet sich das Tütelsche Kreuz.

## Stiftskirche

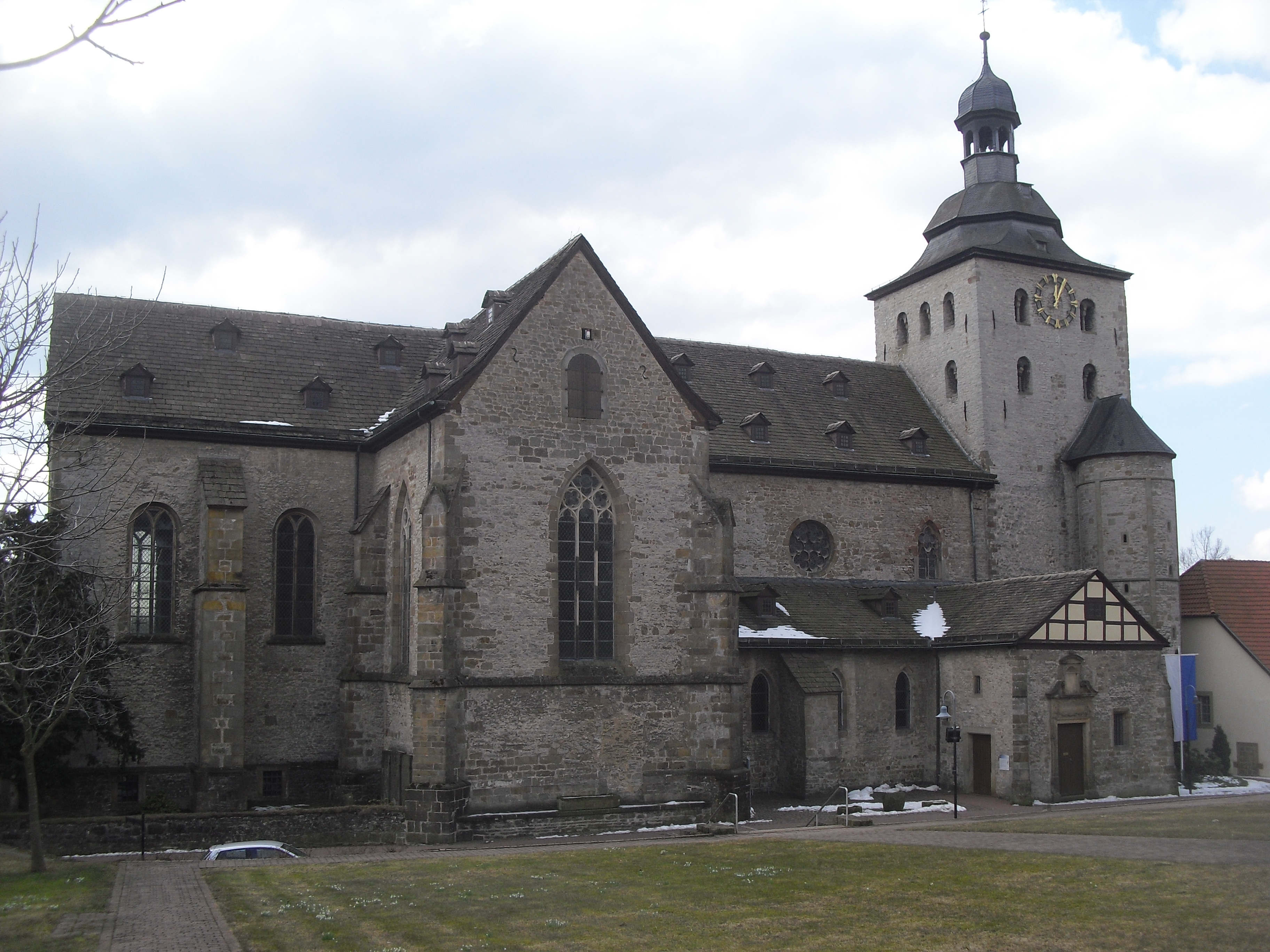
Nordseite der Stiftskirche

Seitenschiff der Stiftskirche

### Baugeschichte
Der erste archäologisch sicher nachweisbare Kirchenbau war eine spätkarolingische Basilika. Diese ist die einzig sicher nachweisbare karolingische Pfeilerbasilika in Westfalen. Ein Vorgängerbau ist aber auf Grund des baulichen Befundes möglich.
Nach den Einfällen der Ungarn wurde offenbar ein Neubau nötig. Bischof Unwan hat in den ersten Jahrzehnten des 10. Jahrhunderts eine Kirche geweiht. Dabei handelte es sich um eine ottonische Basilika, deren Ausmaße weitgehend der heutigen Kirche entsprachen. Aus dieser Bauphase könnten die nördliche Seitenschiffwand und ein Teil der Krypta stammen. Um 1030 wurde ein reduziertes Westwerk errichtet.
An das Westwerk wurde zwischen 1107 und 1131 eine Säulenbasilika im romanischen Stil mit einem geraden Chorabschluss anstelle des ottonischen Baus angebaut. Große Teile dieses Baus sind noch erhalten. Die neue Kirche war deutlich höher als der Vorgängerbau. Es handelt sich um die einzige Säulenbasilika in Westfalen. Sie war flach gedeckt und etwa aus dieser Zeit stammt auch die heute noch vorhandene Krypta.
Nach einem Brand 1165 wurde die Kirche in Teilen verändert wieder aufgebaut. So erhielten Vierung, Chor und wahrscheinlich auch das Querhaus eine Gewölbedecke. Auch das Westwerk wurde umgebaut, es wurde zu einem Westturm umgestaltet. In der Folge wurden auch die Seitenschiffe eingewölbt.
Zu Beginn des 14. Jahrhunderts wurde die Kirche teilweise zu einer Hallenkirche im gotischen Stil umgebaut. Das nördliche Seitenschiff wurde dabei nicht mit einbezogen. Weitere bauliche Veränderungen erfolgten im Stil des Barocks zur Zeit der Äbtissin Agatha von Niehausen (1690–1713). Auch die heutige Innenausstattung stammt im Wesentlichen aus dem Barock. Die Orgel stammt aus dem Jahr 1713. Kleinere bauliche Veränderungen folgten Ende des 18. Jahrhunderts und im 19. Jahrhundert. So wurde nach einem Brand 1797 eine barocke Turmhaube aufgesetzt. Im 20. Jahrhundert wurde die Kirche mehrfach renoviert.

### Baubeschreibung
Die Kirche ist unverputzt. Gut sichtbar ist das aus Muschelkalk und Eggekalkstein unterschiedlich strukturierte und geschichtete Mauerwerk. Der quadratische Turm ist ungegliedert, schmucklos und wirkt massiv. An der freistehenden Westseite gibt es keine Öffnungen. Auch an den drei übrigen Seiten existierten in den oberen Geschossen Schallfenster aus der Romanik, die heute teilweise zugemauert sind. Der Hauptturm wird durch niedrigere Treppentürme flankiert und hat nur wenige Sichtschlitze. Die Turmdächer sind mit Schiefer eingedeckt.
Die Fassaden von Lang- und Querhaus weisen schlanke Maßwerkfenster mit jeweils einem stumpfen Bogenschluss auf. Der Chor ist rechteckig. Er schließt etwa in der Breite des Mittelschiffs an das Querhaus an. Im Osten wird der Chor von einer geraden Wand abgeschlossen. Ungewöhnlich ist, dass das Giebelfeld in Fachwerk ausgebildet ist. Die Satteldächer von Langhaus, Querhaus und Chor verfügen über zahlreiche Dachluken. Diese verweisen auf die Funktion des Dachbodens als Getreidespeicher. Die Öffnungen dienten zur Belüftung.
Im Osten wurde ein niedriger Raum an den Chor angebaut. Dieser Bauteil wird als Lambertikapelle bezeichnet. Er war ursprünglich Grabkapelle der ersten Äbtissin. Deren Gebeine wurden 1823 im Hochaltar beigesetzt. Die Kapelle wurde zunächst als Lager genutzt, ehe sie seit 1941 als Leichenhalle diente.
Ein im Südosten zwischen Chor und Querhaus eingeschobener Bau aus dem 12. Jahrhundert wird als Sakristei genutzt. Auf beiden Seiten des Westturms existieren Anbauten. Der Bau auf der nördlichen Seite dient als Taufkapelle.
Am nördlichen Seitenschiff befindet sich ein Vorbau, der als Leichenhaus bezeichnet wird und als Eingangshalle dient. Das Portal ist barock.
Im Osten existiert eine Krypta aus dem 12. Jahrhundert. Diese ist als dreischiffige und sechsjochige Halle gebaut. An der Nordwand wurde ein alter Brunnen wieder hergestellt. Im Westen befindet sich eine schmale gewölbte Kultgrabkammer.
Unter dem südlichen Querhaus befindet sich ein quadratischer Raum. Dieser war der ehemalige Kapitelsaal des Stifts. Er wird heute als Sakristei genutzt. Östlich davon befindet sich die Marienkapelle. Sie wurde im 16. Jahrhundert neu ausgestattet.
Im Inneren der eigentlichen Kirche sind die verschiedenen Bauphasen noch gut sichtbar. Das nördliche Seitenschiff, das im 14. Jahrhundert nicht umgebaut wurde, weist sechs mit Kreuzgratgewölben versehenen Joche und schwere Würfelkapitelle auf romanischen Säulen auf.
Mittel und Südschiff sind dreijochig und mit einem Kreuzgratgewölbe versehen. Dazwischen befinden sich wuchtige achteckige Pfeiler. Über ihnen erheben sich hohe Spitzbögen. Der Chor ist zweijochig. Zwischen den beiden Jochen befindet sich ein Triumphbogen. Der Chor erhält durch zwei Fenster im romanischen Stil Licht.

### Ausstattung

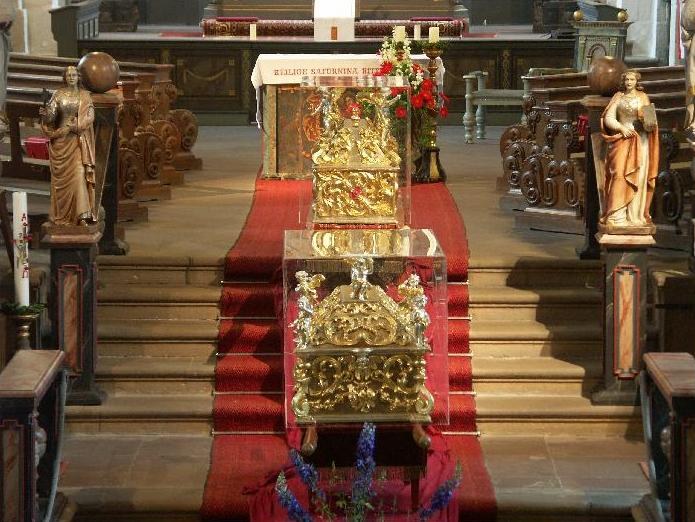
Schrein der heiligen Saturnina

Im Inneren befinden sich heute die Grabplatten der Äbtissinnen Haseke von Spiegelberg († 1165), Helene Korff genannt Schmising († 1648), Maria Theresia von Ketteler († 1707) sowie des Pastors Dr. theol. Henricus Schwartzenthal († 1744). Hinzu kommen ein Kruzifix von Gertrud Gröninger aus der Zeit um 1700 sowie einige Steinfiguren, die früher außen angebracht waren. Die Kirche beherbergt einen der ältesten Kirchenschätze in Deutschland. Im ehemaligen Kapitelsaal mit seinem Kreuzgratgewölbe befindet sich heute ein Museum zur Geschichte von Stift und Pfarrei. Die gezeigten liturgischen Geräte sind teilweise bis heute im Gebrauch. Der Hochaltar stammt aus der Zeit um 1705. Die Seitenaltäre wurden 1701 und 1704 von der Werkstatt von Heinrich Papen aus Alabaster und Marmor geschaffen. Von Christoph Papen stammt der Marienaltar im nördlichen Querschiff aus der Zeit um 1730. In der Krypta befindet sich ein Altar mit einer Kreuzigungsgruppe aus der Mitte des 18. Jahrhunderts. Das geschnitzte Chorgestühl stammt aus dem 17. Jahrhundert. Die Kanzel stammt aus dem Jahr 1731. Das sechseckige Taufbecken wurde im Jahr 1585 geschaffen.

### Orgel

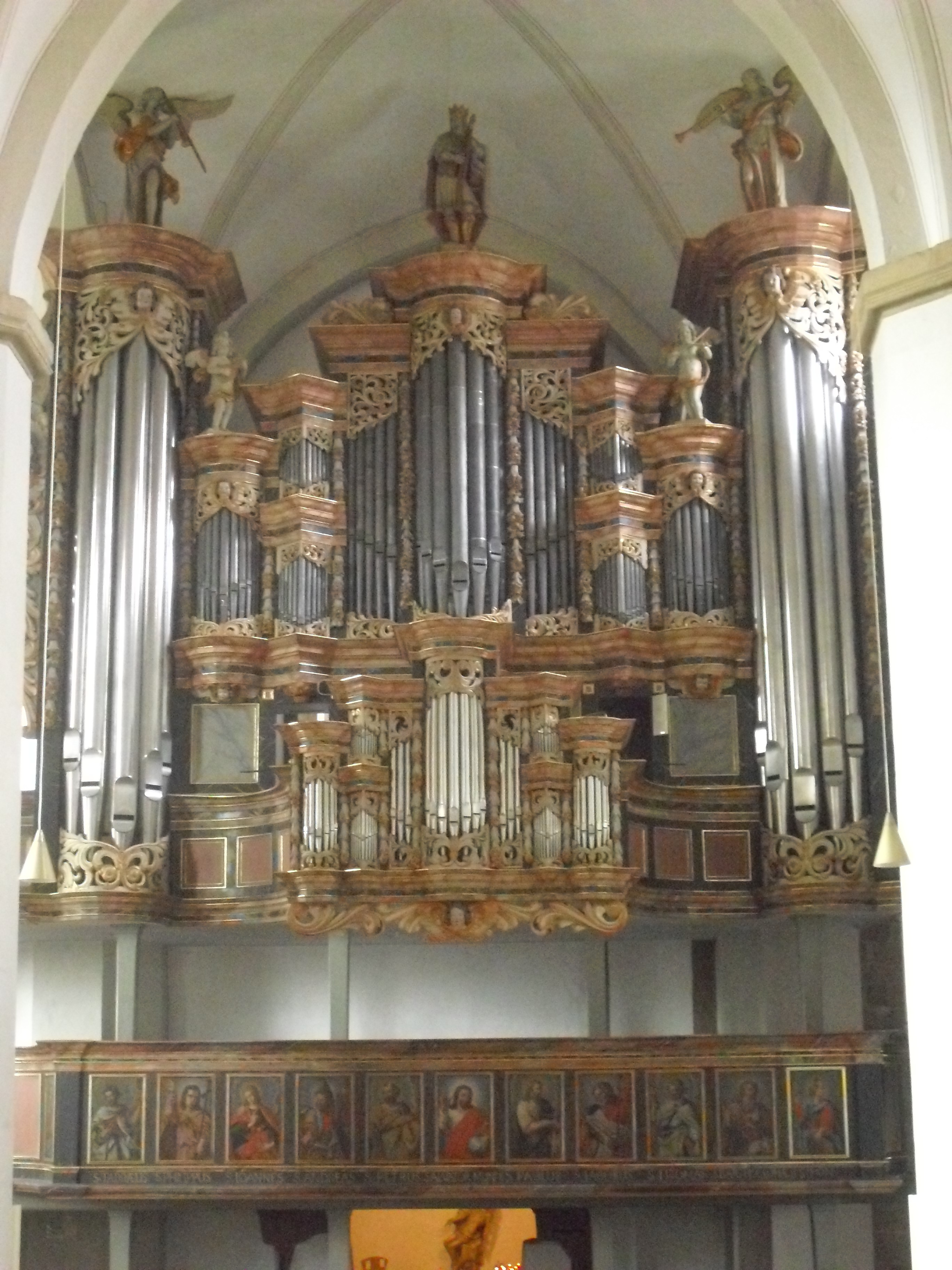
Barocker Orgelprospekt mit Schleierwerk

Die heutige Orgel der Stiftskirche wurde 1713 erbaut, vermutlich von den Orgelbauern Gebr. Reinecke. 1882 wurde das Instrument durch die Orgelbauwerkstatt Randebrock (Paderborn) neu erbaut, wobei das gesamte Orgelwerk – mit Ausnahme der Prospektpfeifen – sowie das Rückpositiv entfernt wurden. 1964 bis 1966 wurden das Orgelwerk in Anlehnung an die Disposition von 1713 durch den Orgelbauer Paul Ott (Göttingen) rekonstruiert, wobei auch das Rückpositiv wiederhergestellt wurde. Das Instrument hat heute 31 Register auf zwei Manualen und Pedal. An historischem Pfeifenmaterial sind nur die alten Prospektpfeifen des Hauptwerks erhalten.
| I Rückpositiv C–3 |             |        |
| 1.                | Gedackt     | 8′     |
| 2.                | Praestant   | 4′     |
| 3.                | Blockflöte  | 4′     |
| 4.                | Quintflöte  | 3′     |
| 5.                | Koppelflöte | 2′     |
| 6.                | Terz        | 1 3⁄5′ |
| 7.                | Quinte      | 1 ⁄3′  |
| 8.                | Oktave      | 1′     |
| 9.                | Scharff IV  |        |
| 10.               | Dulzian     | 16′    |
| 11.               | Schalmei    | 8′     |
|                   | Tremulant   |        |

| II Hauptwerk C–3 |                  |     |
| 12.              | Quintade         | 16′ |
| 13.              | Principal        | 8′  |
| 14.              | Hollflöte        | 8′  |
| 15.              | Octave           | 4′  |
| 16.              | Spitzflöte       | 4′  |
| 17.              | Octave           | 2′  |
| 18.              | Sesquialtera III |     |
| 19.              | Mixtur V         |     |
| 20.              | Zimbel III       |     |
| 21.              | Trompete         | 16′ |
| 22.              | Trompete         | 8′  |

| Pedal C–1 |             |     |
| 23.       | Principal   | 16′ |
| 24.       | Subbaß      | 16′ |
| 25.       | Octave      | 8′  |
| 26.       | Gedackt     | 8′  |
| 27.       | Octave      | 4′  |
| 28.       | Nachthorn   | 2′  |
| 29.       | Bauernflöte | 1′  |
| 30.       | Posaune     | 16′ |
| 31.       | Trompete    | 8′  |

- Koppeln: II/I, I/P, II/P

## Glocken
(Quelle:)
| Nr. | Name/Patron   | Nominal | Durchm. | Gewicht  | Gussjahr | Gießer                    | Hängeort     |
| --- | ------------- | ------- | ------- | -------- | -------- | ------------------------- | ------------ |
| 1   | Sebastian     | es′     | 1315 mm | 1.496 kg | 1956     | Petit & Edelbrock Gescher | Glockenstube |
| 2   | Laurentius    | ges′    | 1080 mm | 806 kg   | 1956     | Petit & Edelbrock Gescher | Glockenstube |
| 3   | Salve Regina  | as′     | 965 mm  | 548 kg   | 1956     | Petit & Edelbrock Gescher | Glockenstube |
| 4   | Saturnina     | b′      | 840 mm  | 351 kg   | 1956     | Petit & Edelbrock Gescher | Glockenstube |
| 5   | Agatha        | des″    | 705 mm  | 219 kg   | 1951     | Petit & Edelbrock Gescher | Glockenstube |
| 6   | Angelusglocke | e″      | 610 mm  | 140 kg   | 1946     | Albert Junker Brilon      | Turmlaterne  |

## Nutzung nach der Säkularisation
Die Kirche wurde nach der Säkularisation Pfarrkirche. Die übrigen Gebäude wechselten mehrfach den Besitzer, bis sie längere Zeit in den Besitz der Familie Zitzewitz übergingen. Nach dem Zweiten Weltkrieg war das Abteigebäude Quartier für Soldaten der Besatzungstruppen. Danach war es Altersheim, ehe es in den Besitz der Missionare vom Kostbaren Blut überging. Diese gründeten auf dem Gelände des ehemaligen Stifts 1956 ein Gymnasium. Ein Teil des Abteigebäudes dient als Haus des Gastes. Im Äbtissinengebäude befindet sich ein privates Museum. Seit 1989 gehört der Besitz dem Generalkonsul von Ghana, Manfred O. Schröder.
Ein Gitter in der Klosterkirche aus der Zeit um 1400 war im März 2006 Denkmal des Monats in Westfalen-Lippe. Die Kirche ist ein Patronatsbau des Landes Nordrhein-Westfalen. Die Baulastverpflichtungen des Landes liegen bei hundert Prozent.

## Überlieferung
Eine wichtige Quelle für die Geschichte des Stifts ist das Neuenheerser Kopialbuch. Ebenso ist das Präsentienbuch von Bedeutung. Ein Lehnsregister stammt nicht wie früher angenommen aus dem Jahr 1303, sondern von 1403. Das Archiv bestand bis 1802 aus einem Archiv des Kapitels und einem der Äbtissin. Bereits im 18. Jahrhundert wurden die Briefschaften verzeichnet. Das Archiv liegt heute zum Großteil im Staatsarchiv in Münster und kleine Teile befinden sich beim Altertumsverein Paderborn oder im Pfarrarchiv Neuenheerse.

## Liste der Äbtissinnen (unvollständig)
(Quelle:)
- Walburgis um 868
- Waltrat (Walderad) um 1063
- Beatrix von Assel 1123–1160.
- Regelindis 1163–1185
- Hogardis um 1190
- Gertrud um 1223
- Beatrix 1237–1239
- Wiltradis um 1250
- Irmgard von Schwalenberg 1261–1305
- Mathilde um 1310
- Sophie von der Malsburg um 1313
- Irmgard von der Malsburg um 1334
- Elisabeth von Bentheim 1339–1372
- Sophie von Oldenburg 1373–1383
- Mechthilde von Rietberg 1384–1402
- Mechtild von Waldeck (1400–1410), († 20. November 1442)
- Hedwig von Spiegelberg um 1409
- Irmgard von Solms um 1421
- Anna von Plesse um 1430
- Haseke von Spiegelberg 1456–1465
- Gödeke von Pyrmont um 1465
- Elisabeth von Dorstat um 1481
- Agnes III. von Anhalt um 1490
- Margarete von Hunolstein um 1498
- Barbara von Weißenbach um 1500
- Margarethe von Colonna um 1554 († 1589)
- Ottilia von Fürstenberg 1598–1621
- Claudia Seraphica von Wolkenstein-Rodeneck um 1672 († 1688)
- Agatha von Niehausen 1690–1713
- Johanna Katharina von Winkelhausen † 1738
- Maria Magdalena Antonette Adolphine von der Asseburg um 1738
- Maria Karolina von Dalwigk um 1777 wahrscheinlich bis 1803

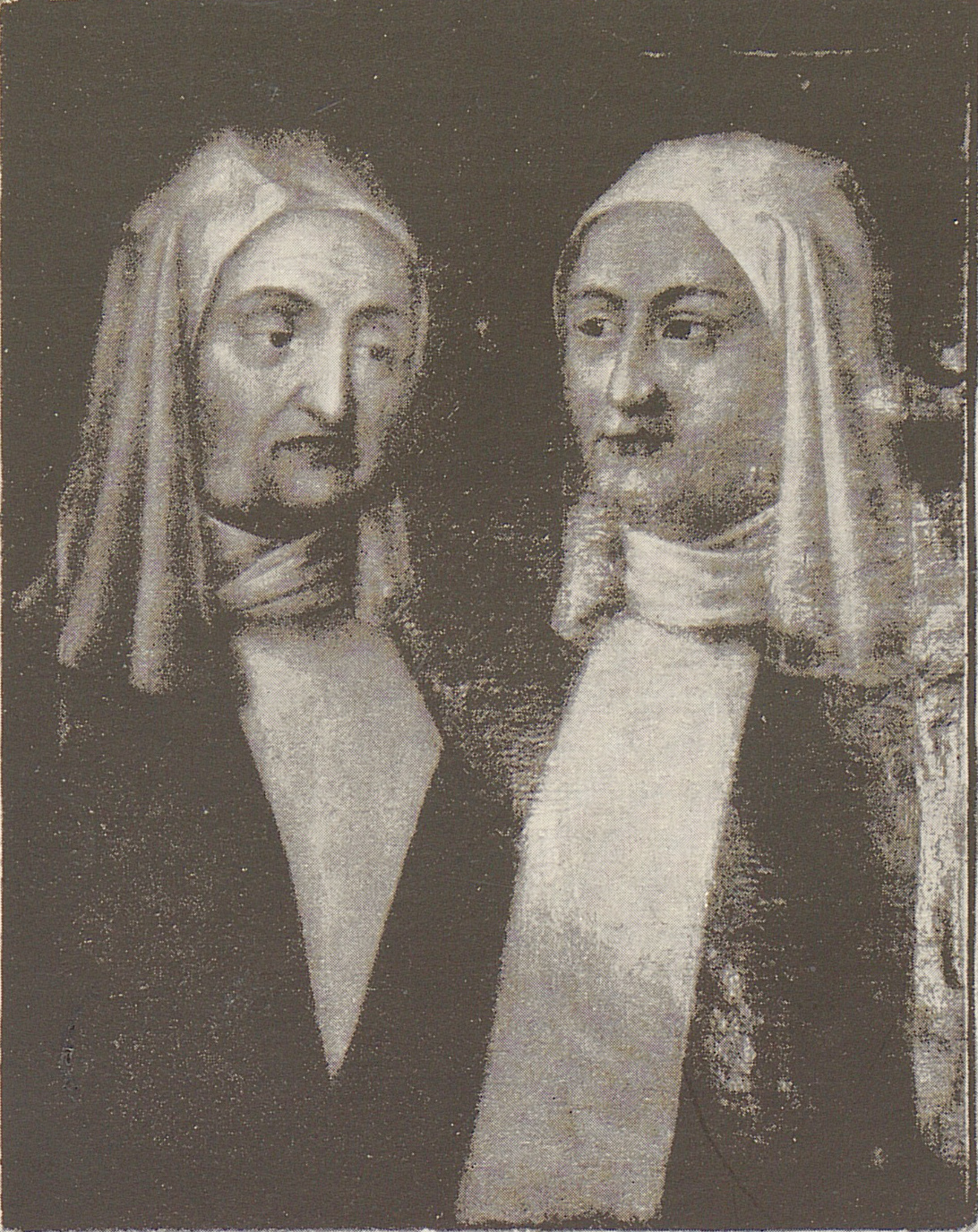
Margarete (links) und Magdalene von Columna
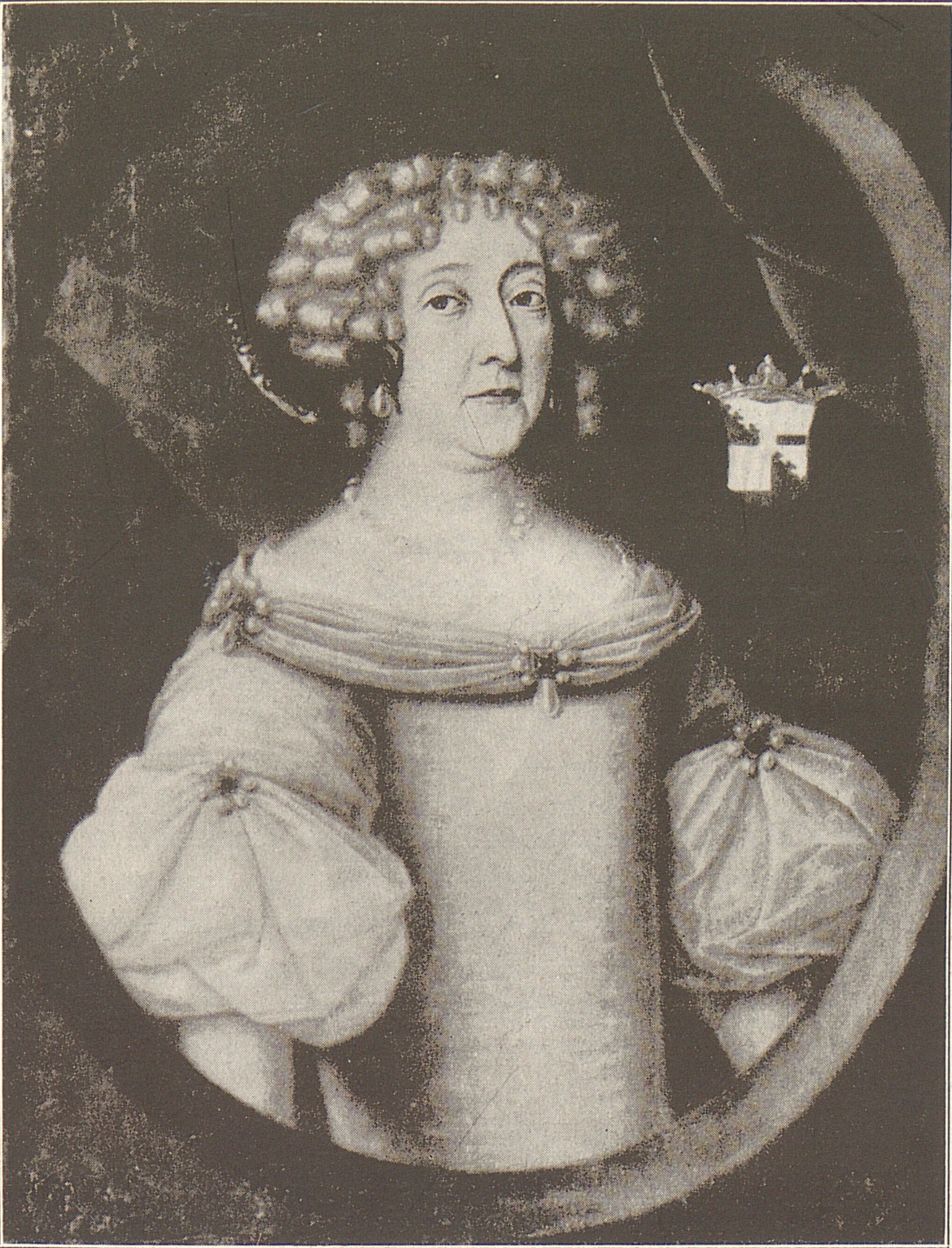
Claudia Seraphia von Wolkenstein und Rodenegg
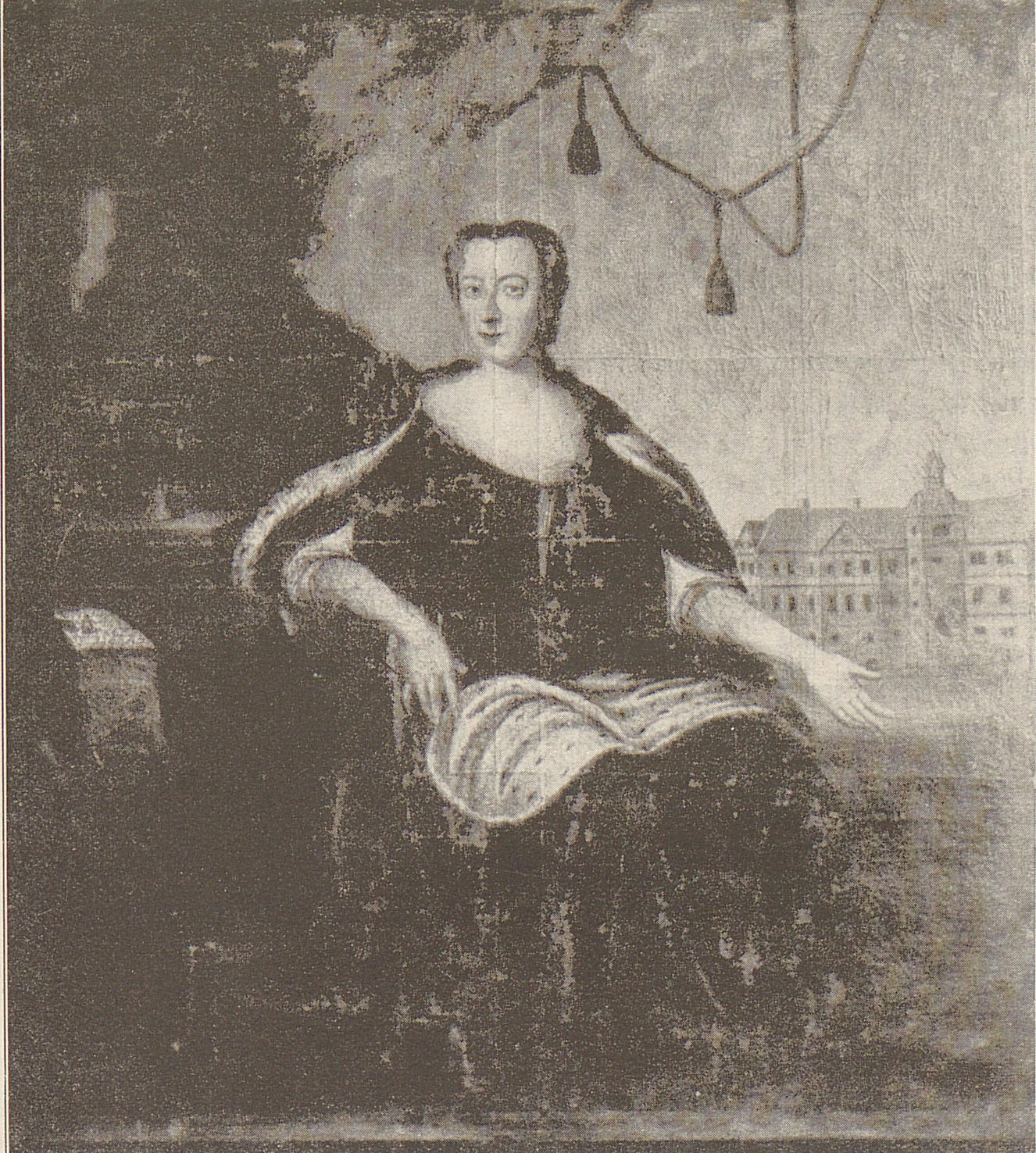
Katharina von Winkelhausen
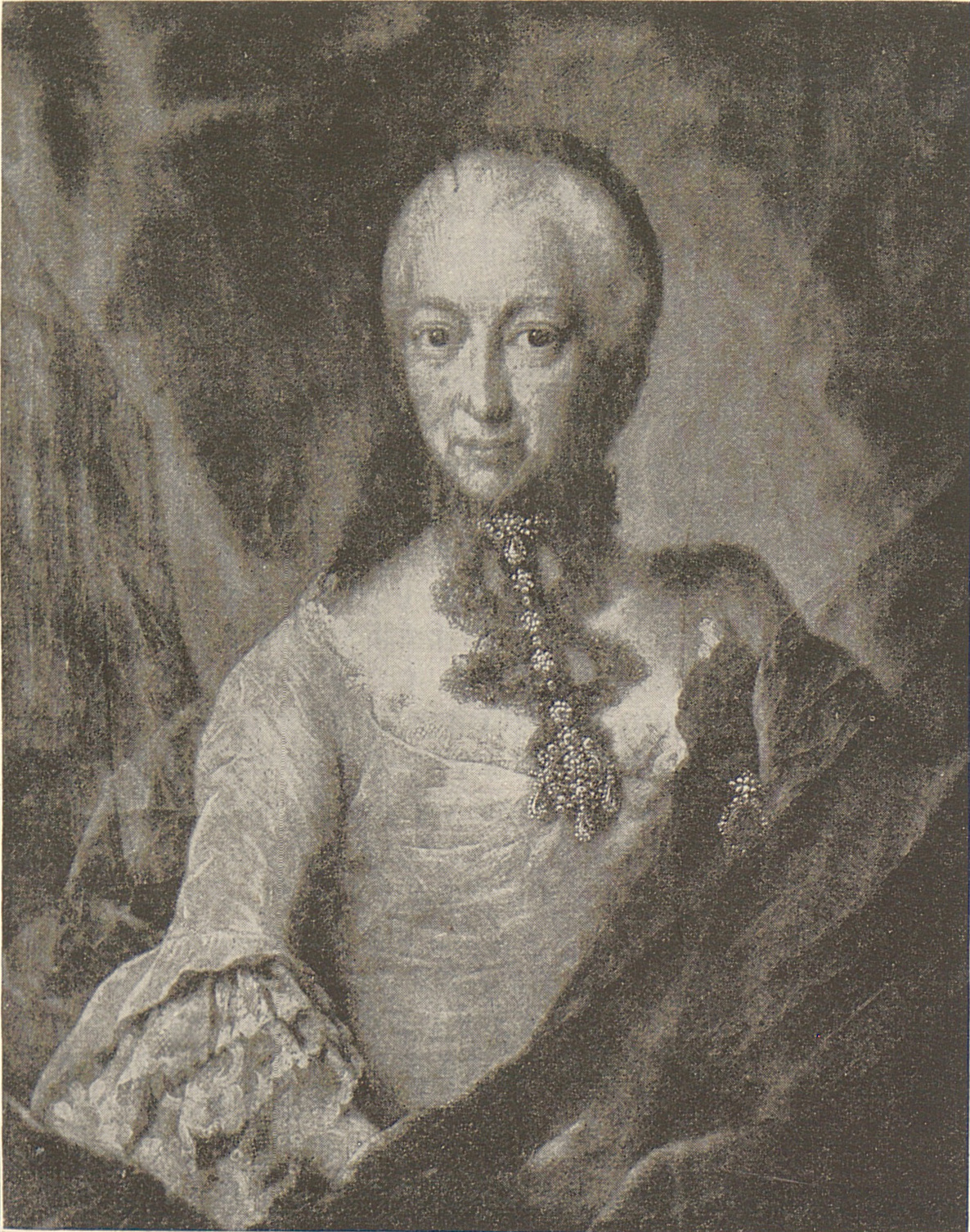
Maria Magdalene von der Asseburg